# Vlade Divac
Vlade Divac (Prijepolje, 3. veljače 1968.) je srbijanski košarkaš i nekadašnji državni reprezentativac Jugoslavije s kojom je osvojio olimpijsko srebro 1988. i srpsko-crnogorske federacije, s kojom je također osvojio srebro 1996. godine. S Jugoslavijom je osvojio zlato na SP 1990. te broncu 1986. godine, a sa SRJ zlato na SP 2002. godine. S Jugoslavijom je osvojio broncu na EP 1988. te zlato 1989. i 1991., Sa SRJ osvojio je zlato na EP 1995. te broncu 1999. godine.

## Životopis
Divac je jedan od prvih Europljana koji je zaigrao u NBA. Proglašen je za veleposlanika dobre volje Ujedinjenih naroda.

## Europska karijera
Karijeru je počeo u Slozi iz Kraljeva, a nastavio u beogradskom Partizanu. 
Iako je jako mlad otišao iz Europe, ostavio je dubok trag igrajući za beogradski Partizan. Jedan je od 50. igrača koji su obilježili Euroligu. Bio je predsjednik KK Real iz Madrida i predsjednik KK Partizan iz Beograda.

## NBA Karijera
Divac je u NBA ligi proveo 16 godina kao član LA Lakersa, Charlotte i Sacramenta i u tom razdoblju postigao je ukupno 13.398 poena. Spada među šest NBA košarkaša koji su postigli više od 13.000 poena, 9.000 skokova, 3.000 asistencija i 1.500 blokada. Sudionik All-star utakmice za novajlije 1990. i All-star meča 2001. Rangiran kao 2. u povijesti Sacramento Kingsa po broju postignutih pogodaka (14,3 ppu), broju skokova (10,0 spu-ili 10. mjesto u NBA), asistencija (4,3 apu) i blokada (1,2 BPU) u 1998. – 99.
Rangiran kao 4. u povijesti L.A Lakersa s 830 blokiranih šuteva. Na oproštaju od bogate karijere Sacramento Kins mu se odužio, ceremonijom povlačenja broja 21. koji je on nosio iz upotrebe. Ceremonija je održana u poluvremenu utakmice između Sacramenta i New Orleansa. U Beogradu je pravio oproštaj pred desetinama tisuća ljudi, a tom prilikom u Beograd su došle mnoge NBA zvijezde među kojima Chris Webber i Toni Kukoč[nedostaje izvor].

## Ostale aktivnosti
Aktualni je predsjednik Olimpijskog komiteta Srbije, osnivač je i član dječje zaklade Grupa 7 i humanitarne organizacije Divac HOD. Pojavio se u nekoliko američkih filmova među kojima je najpoznatiji "Space Jam" s Michael Jordanom u glavnoj ulozi, pojavljivao se na bini s Red Hot Chilli Papersima i bio velika zvijezda u SAD i svijetu. Na oproštajnoj utakmici nogometaša Siniše Mihajlovića u Novom Sadu, Divac je bio vratar u jednoj od ekipa (sudjelovale su ekipa Intera iz Milana protiv selekcije Mihajlovićevih prijatelja).